# 朝比奈まり
朝比奈 まり（あさひな まり、1973年12月28日 - ）は、おもに1990年代後半に活動した日本の元タレント、元グラビアアイドル、元モデル。初代「ミニスカポリス」として知られる。

## 人物
当初は芸能事務所「イエローキャブ」に所属、後に「マンリー・プロモーション」に所属していた。2004年所属事務所が解散後、メディアで見ることがなく事実上引退。

## 出演

### テレビ
- 「平成女学園」 （テレビ東京、1996年）
- 「出動!ミニスカポリス」 （テレビ東京、1996年7月 - 12月）
- 「おしゃれカンケイ」 （日本テレビ）
- 「グラビアの美少女」（MONDO21）

### ビデオ
- 「恋のスノボ エンジェル」（ミュージアム、1997年）
- 「ミニスカポリス DVD1」 （ラブロス、2004年12月）

### 企業広告
- 黄桜酒造「Big Cup」

## 写真集
- 朝比奈まり写真集 「Calendrier（カランドリエ）」　（音楽専科社、1996年）
- いとうまり写真集 「BREAK」　 （ぶんか社、1997年）

## ビデオ
- 「VIDEO IDLE スコラ 『朝比奈まり』」 （スコラ）
- 「<アイドル黄金伝説> 朝比奈まり」  （ブロードウェイ 、2003年3月22日[1]）